# ディンガー

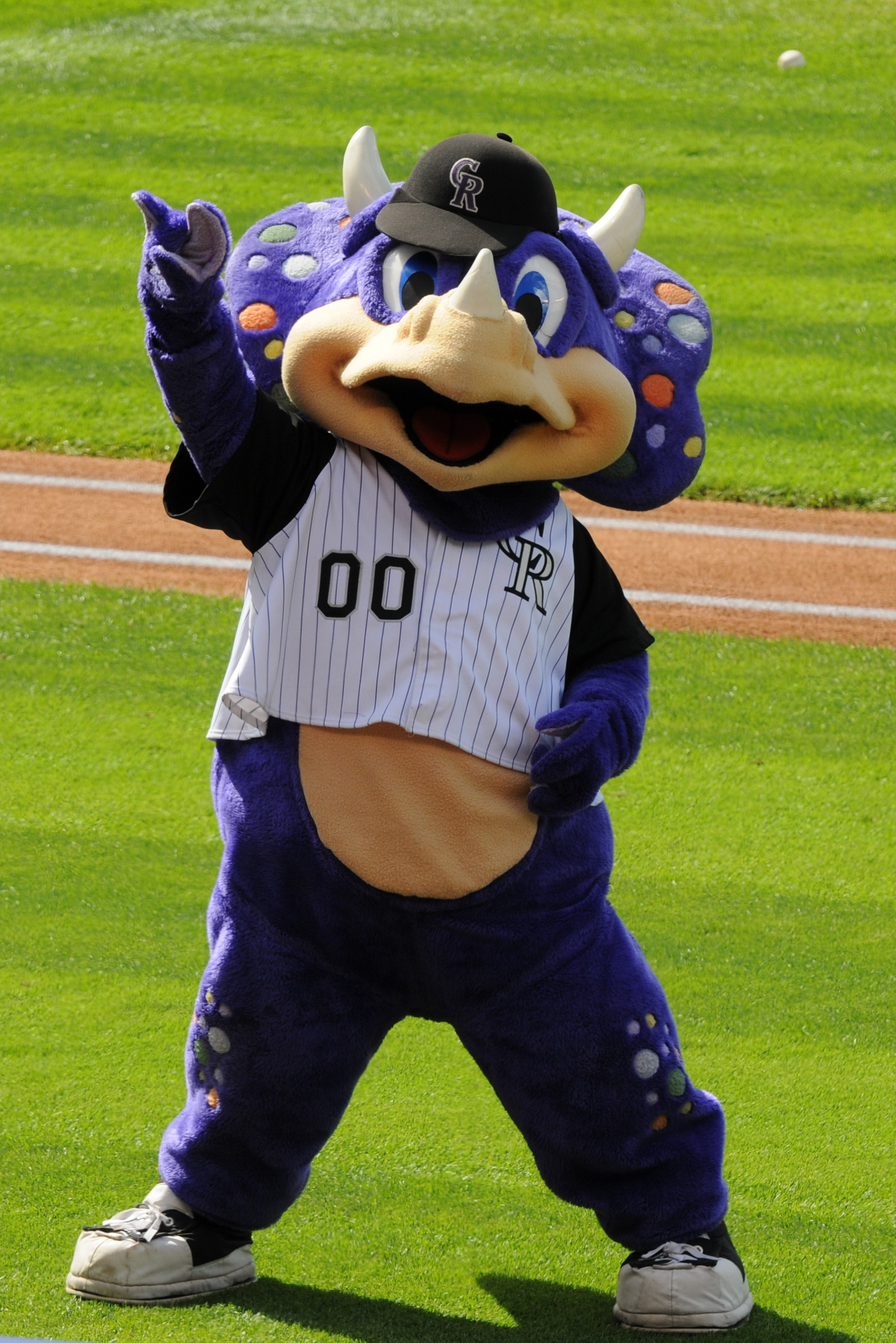

ディンガー（Dinger）は、MLB・コロラド・ロッキーズの球団マスコットキャラクターであり、恐竜の化石が出る土地柄からトリケラトプスをモチーフとしている。背番号は00。

## 概要・特徴
1995年のクアーズ・フィールド開場に合わせ、その前年の1994年4月16日のモントリオール・エクスポズ（現:ワシントン・ナショナルズ）戦前に卵から出てきてディンガーはお披露目された。なお、ディンガーという名前の由来は「本塁打」を表すスラングのひとつからきている。
2009年のフィラデルフィア・フィリーズとのディビジョンシリーズでは、9回裏にネット裏で相手守護神のブラッド・リッジを惑わそうとしたと非難された。